# Philips
Koninklijke Philips Electronics N.V., běžně označovaná pouze jako Philips, je nizozemská firma pro výrobu elektroniky a elektrotechniky. Firma byla založena ve městě Eindhoven v roce 1891 Gerardem Philipsem a jeho otcem Frederikem. Jedná se o jednu z největších elektronických firem na světě, v roce 2010 prodala výrobky v ceně 25,42 miliard eur. Firma zaměstnává 105000 zaměstnanců ve více než 60 zemích. Společnost je organizována do tří hlavních divizí: Philips Consumer Lifestyle, Philips Healthcare a Philips Lightning. 

## Historie
Philips byl založen v roce 1891 Gerardem Philipsem a jeho otcem Frederikem jako rodinná firma. Frederik Philips, bankéř v Zaltbommel, financoval stavbu továrny v Eindhovenu, kde Philips začal s produkcí lamp a jiných elektronických produktů. V roce 1923 začala vyrábět i jiné produkty, například vakuové elektronky Miniwatt. Po několika letech Philips začal vyrábět i hudební nástroje na elektřinu (např. elektrické klávesy). V roce 1939 představila společnost elektrický holicí strojek Philishave.

### Rádio Philips
11. března 1927 začal Philips vysílat na krátkovlnné rádiové stanici PCJJ (později PCJ), ke které se v roce 1929 přidala sesterská stanice PHOHI. PHOHI vysílala v nizozemštině na území Nizozemské východní Indie (dnešní Indonésie), zatímco PCJJ vysílala v angličtině, španělštině a němčině pro zbytek světa.
Mezinárodní nedělní program začal vysílat v roce 1928 s moderátorem Eddiem Sratzem uvádějícím pořad Happy Station, který se stal světově nejdéle vysílaným pořadem na krátkých vlnách. Vysílání z Nizozemska bylo přerušeno německou invazí v květnu 1940. Německo zabralo vysílače v Huizenu pro šíření nacistické propagandy.
Rádio Philips bylo pohlceno krátce po osvobození, kdy obě stanice byly znárodněny v roce 1947 a přejmenovány na Radio Netherlands Worldwide. Některé pořady z PCJ, jako třeba Happy Station, pokračovaly na nové stanici.

### Stirlingův motor
Philips byl klíčový pro vzkříšení Stirlingova motoru, když se management společnosti na začátku 30. let 20. století rozhodl, že nízko-energetický přenosný generátor by mohl pomoci zvýšení prodejů rádií do částí světa, kde byla nedostupná elektřina a kde zásobování bateriemi bylo nejisté. Vědci ve výzkumných laboratořích společnosti provedli systematické srovnání různých zdrojů energie a zjistili, že téměř zapomenutý Stirlingův motor je nejvíce vhodný díky tichému chodu a možnosti fungovat na širokou škálu tepelných zdrojů (lampový olej – „levný a všude dostupný“ – byl nejvíce oblíbený). Výzkumníci si také byli vědomi toho, že na rozdíl od parního motoru a spalovacích motorů na Stirlingově motoru nebyly po dlouhá léta provedeny žádné podstatné vylepšení a využitím moderních materiálů by mělo být možné dosáhnout významného zlepšení.

### Holicí strojky
První holicí strojek byl představen v 30. letech 20. století a byl pojmenován jednoduše „Philishave“. V USA nesl jméno „Norelco“, toto označení se používá pro produktovou řadu holicích strojků dodnes. 

### Druhá světová válka
9. května 1940 se vedoucí pracovníci společnosti Philips dozvěděli o německé invazi do Nizozemska, která se měla odehrát následujícího dne. Díky tomu, že byli připraveni, Anthon Philips a jeho zeť Frans Otten, společně s dalšími členy Philipsovy rodiny, unikly do USA. Ve Spojených státech se jim pod názvem North American Philips Company podařilo pokračovat ve fungování firmy během války.
6. prosince vedla britská RAF letecký útok na továrnu Philips v Eindhovenu, továrna byla těžce poničena. Továrna v Eindhovenu byla znovu bombardována RAF 30. března 1943.
Frits Philips, syn Antona, byl jediným členem Philipsovy rodiny, který zůstal v Nizozemsku. Zachránil 382 židovských pracovníků tím, že přesvědčil nacisty, že jsou nepostradatelní pro zachování produkce společnosti. Za jeho zásluhy na záchraně několika stovek Židů dostal v roce 1995 ocenění Spravedlivý mezi národy.

### 1945 až současnost
Po válce se společnost přesunula zpět do Nizozemí, s ústředím v Eindhovenu. V roce 1949 začala společnost prodávat televize. V roce 1950 byla založena nahrávací společnost Philips Records, která se později stala součástí PolyGram.
Philips v roce 1963 představil audiokazetu, která byla velmi úspěšná. Kazety se používaly do diktafonů a používaly jej stenografové a profesionální novináři. Jakmile se zvýšila jejich kvalita, tak se kazety začaly využívat k prodeji hudebních nahrávek po boku gramofonových desek.
Philips představil první kombinaci přenosného rádia s kazetovým magnetofonem. Kazety se později začaly využívat do telefonních záznamníků. Kazety se také používaly jako první druh média pro masový záznam u prvních počítačů v 70. a 80. letech.
V roce 1972 Philips uvedl ve Velké Británii první rekordér na video kazety na světě – N1500. Poměrně objemné kazety mohly nahrávat 30 až 45 minut záznamu. Později byly nabízeny kazety s hodinovou kapacitou záznamu. S nástupem konkurence představil Philips rekordér N1700, který jako první nabízel kapacitu 2 hodin záznamu a tak se mohl na jednu kazetu vejít celý film.
Philips také vyvinul LaserDisc jako médium pro prodej filmů, ale oddálil jeho uvedení, aby nekonkuroval prodejům videorekordérů. V roce 1982 Philips společně se Sony uvedl Compact Disc, nosič který se později vyvinul v CD-R, CD-RW, DVD a později v Blu-ray, které Philips společně se Sony uvedli v letech 1997 a 2006.
V roce 2016 prodala společnost Philips 25 % akcií v divizi Lighting.

### Generální ředitelé společnosti
- 1891–1922: Gerard Philips
- 1922–1939: Anton Philips
- 1939–1961: Frans Otten
- 1961–1971: Frits Philips
- 1971–1977: Henk van Riemsdijk
- 1977–1981: Nico Rodenburg
- 1982–1986: Wisse Dekker
- 1986–1990: Cornelis Van der Klugt
- 1990–1996: Jan Timmer
- 1996–2001: Cor Boonstra
- 2001–2011: Gerard Kleisterlee
- 2011–současnost: Frans van Houten

## Produkty
Hlavními produkty společnosti Philips je elektronika pro koncové zákazníky a elektrické produkty, včetně drobných domácích přístrojů, holicích strojků, přístrojů pro zkrášlování, produktů pro péči pro matky a děti, elektrických kartáčků na zuby a kávovarů (přístroje jako chytré mobilní telefony a další chytrá zařízení, audio vybavení, DVD a Blu-ray přehrávače, počítačové příslušenství a televize jsou licencovány) a produktů pro péči o zdraví (včetně CT scannerů, vybavení pro EKG, mamografů, monitorovacích zařízení, MRI scannerů, výbavy pro resuscitaci, ultrazvuk a rentgen). 

### Produkty divize Lighting
- Profesionální osvětlení interiérů[10]
- Profesionální osvětlení exteriérů
- Profesionální lampy
- Ovládání osvětlení a ovládací systémy
- Světla pro digitální projekci
- Zahradnické osvětlení
- Solární LED osvětlení
- Chytré osvětlovací systémy pro kancelář
- Chytré osvětlovací systémy pro obchody
- Chytré městské osvětlení
- Domácí lampy[11]
- Domácí instalace
- Domácí systémy

### Audio produkty
- Hi-fi systémy
- Bezdrátové reproduktory
- Rádiové systémy
- Dokovací stanice
- Sluchátka
- Mixážní pulty pro DJ´s
- Budíky

### Produkty pro péči o zdraví
- CT scannery
- Kardiovaskulární rentgeny
- Tomografy (CT)
- Zařízení pro fluoroskopii
- Zařízení pro magnetickou rezonanci
- Mamografy
- Zařízení pro ultrazvuk
- Zařízení pro EKG

a další

### Produkty pro spotřebitele
- Produkty řady Philips Avent